# Cavaillon (Francia)
 Cavaillon  (en occitano Cavalhon) es una población y comuna francesa, en la región de Provenza-Alpes-Costa Azul, departamento de Vaucluse, en el distrito de Apt. Es la cabecera y la población más poblada del cantón homónimo. Está integrada en la comunidad de comunas Luberon Monts de Vaucluse. Es uno de los más importantes mercados agrícolas del país. Es famosa su tradicional producción de melones.

## Geografía

### Situación geográfica
La ciudad está situada en el valle del río Durance, al pie de la colina Saint-Jacques que domina la llanura circundante y frente al Luberon al este, a los Montes del Vaucluse al noreste y al macizo de los Alpilles al suroeste. Cavaillon se encuentra a 24 km de Aviñón, 75 km de Marsella, 247 km de Lyon y 774 km de París.

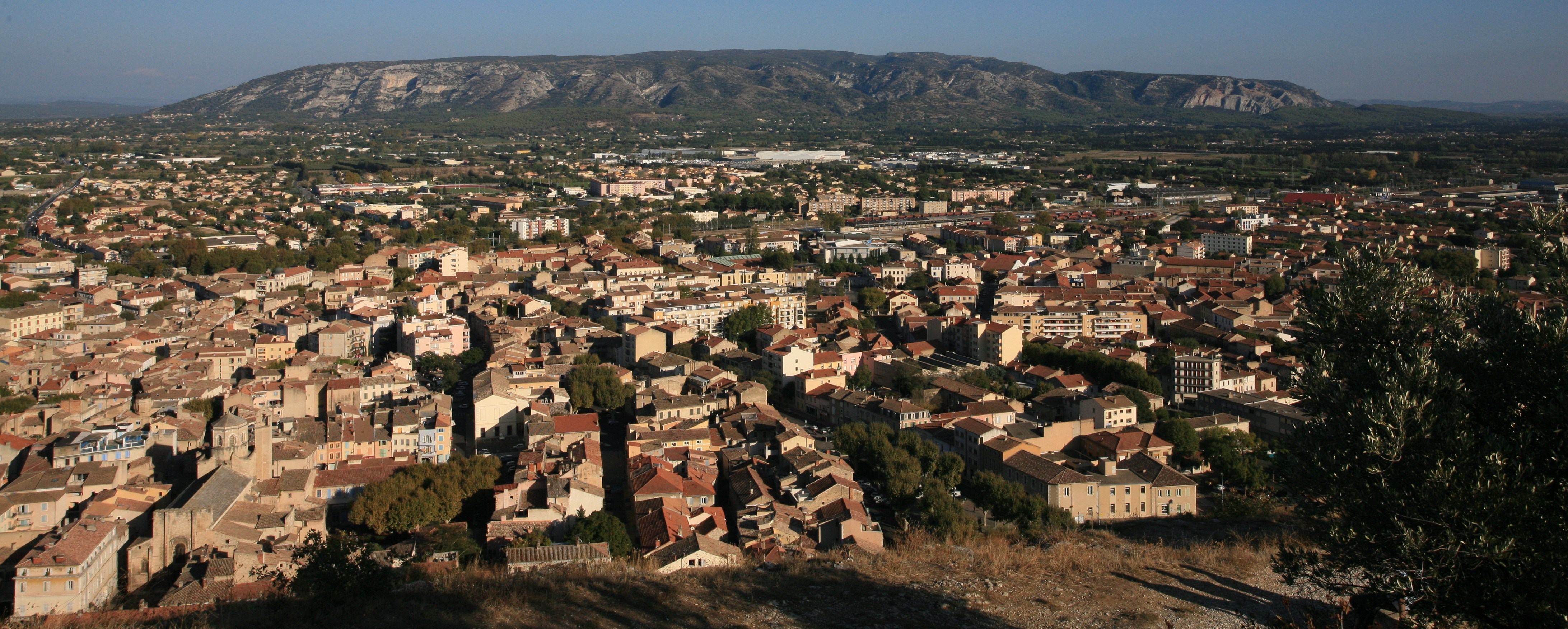
Vista de Cavaillon desde la colina de Saint-Jacques con el Petit Luberon al fondo, orientación este.
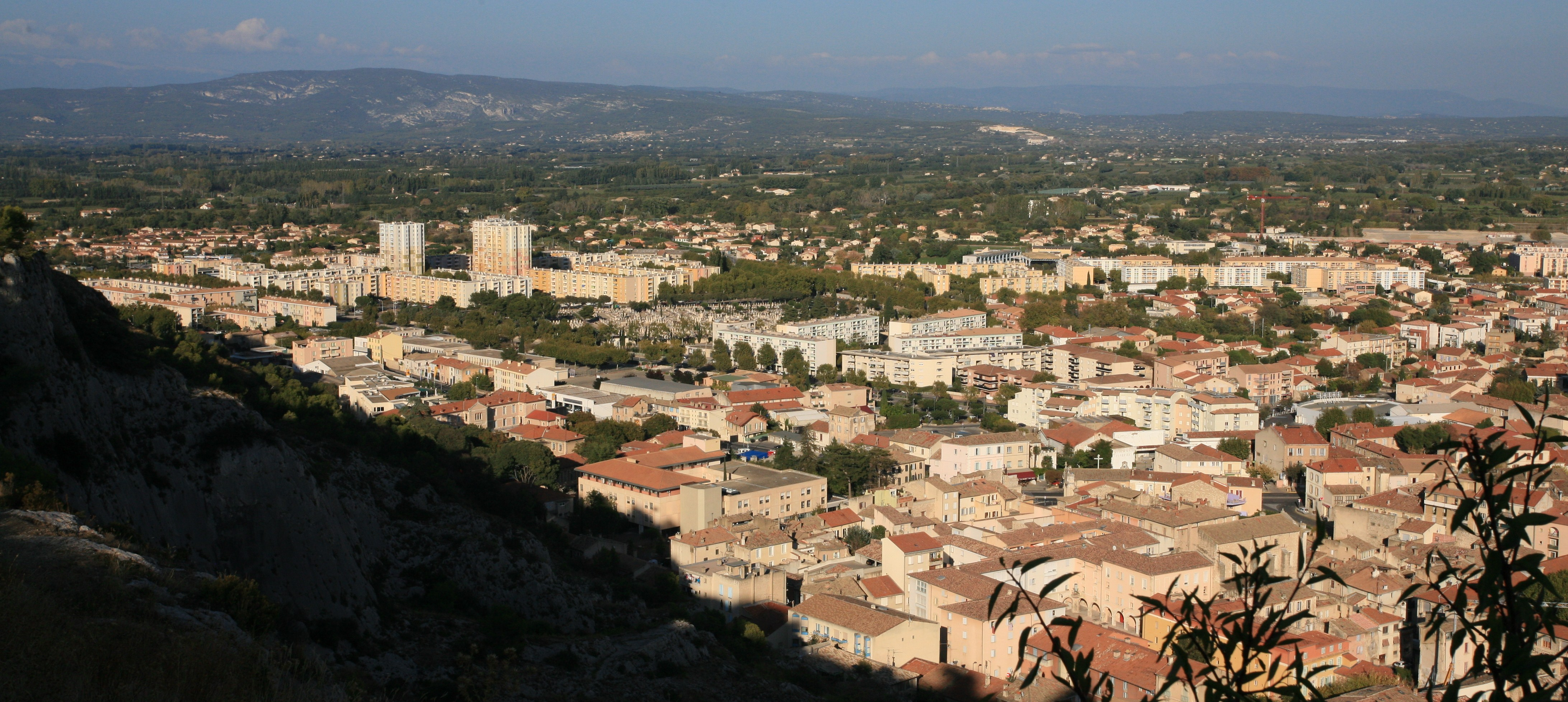
Vista de Cavaillon desde la colina de Saint-Jacques con los montes del Vaucluse al fondo, orientación noreste.

### Hidrografía
La ciudad de Cavaillon se encuentra entre el río Durance y el río Calavón (o Coulón). Es atravesado por el canal de Saint-Julien.

### Geología
La aglomeración se construye en el aluvión del valle del río Durance.
La colina de Saint-Jacques que domina la ciudad y todo el valle del río Durance es, como parte del Luberon y los Alpilles, un macizo rocoso de piedra caliza urgoniana. Mide 180 metros de altura por aproximadamente 300 hectáreas de área.

### Sismología
Los cantones de Bonnieux, Apt, Cadenet, Cavaillon, y Pertuis se clasifican en la zona Ib (riesgo bajo). Todos los demás cantones del departamento de Vaucluse están clasificados en la zona Ia (riesgo muy bajo). Esta zonificación corresponde a una sismología que resulta sólo excepcionalmente en la destrucción de edificios.

### Clima
El municipio está situado en la zona de influencia del clima mediterráneo. Los veranos son calurosos y secos, ligados al aumento de latitud de los anticiclones subtropicales, intercalados con episodios tormentosos a veces violentos. Los inviernos son suaves. Las precipitaciones son poco frecuentes y la nieve escasa.

### Rutas de comunicación y transporte
Durante mucho tiempo, Cavaillon fue un punto de cruce por ferry del río Durance, cuyo paso era peligroso, y solo posible por el único puente ubicado en Sisteron. Su ferry, conocido desde la antigüedad, estaba indicado en el Mapa de Cassini y el servicio no fue interrumpido hasta 1885. Un puente colgante fue construido en 1836.
Hay dos puentes que cruzan el río Durance y que permiten la conexión entre Cavaillon y el departamento de las Bocas del Ródano. El primer puente data de 1959 para reemplazar un viejo puente suspendido destruido en 1944. El segundo fue inaugurado en abril de 2016.
La ciudad tiene acceso a la autopista A7 por la salida 25.
Desde Cavaillon comienza la Véloroute du Calavon, un carril bici de unos cincuenta kilómetros que une Saint-Martin-de-Castillon.

## Urbanismo

### Morfología urbana
La ciudad de Cavaillon se desarrolló a partir de su centro, ubicado entre el Cours Bournissac, Carnot, Gambetta y Hugo. Desde el siglo XIX, se han desarrollado muchos nuevos suburbios y distritos en las afueras de este centro histórico.

### Aldeas
Les Vignères  es una pequeña aldea ubicada al norte de la ciudad con su propio teniente de alcalde. La aldea es muy animada durante todo el año gracias a su activo tejido asociativo. La aldea ya era habitada en la Edad Media y aún conserva la presencia de una capilla románica, la capilla de Notre-Dame des Vignères.

### Cambios recientes
Una primera gran rehabilitación urbana se llevó a cabo en la década del 2000 al sur del centro histórico. Ello permitió abrir la avenida Bournissac con una gran plaza peatonal, la plaza Maurice Bouchet en referencia a un alcalde antiguo. Esta apertura fue posible con la demolición de la antigua oficina de correos, parte de la antigua comisaría de policía y de un negocio de semillas. La obra duró 6 años porque fue necesario construir aparcamientos subterráneos pertenecientes a varios edificios construidos al mismo tiempo. En 2019-2020 los dos últimos edificios fueron construidos al final de la plaza cerca de un aparcamiento.
En el marco del Plan General de Ordenación Urbana y el Fondo de Intervención de Servicios, Artesanía y Comercio, muchos proyectos de remodelación urbana han surgido en Cavaillon. Por lo tanto, desde 2012 la ciudad organiza varias convocatorias de trabajo temporal en vista de dar vida al corazón de la ciudad.
La avenida Léon-Gambetta ha sido completamente renovado y afectando positivamente al Canal Saint-Julien (que de hecho es una fuente de 1 metro de ancho por 300 metros de largo). Su inauguración tuvo lugar el 12 de mayo de 2012.
La plaza Léon Gambetta fue renovada en 2013 con el traslado del monumento central de la Estrella (rotonda de la Estrella) y su recolocación de la misma a 200 metros de allí, en el cruce de Bellevue. A la plaza Gambetta se le ha devuelto la misma forma anterior a la Segunda Guerra Mundial con un revalorización del busto del personaje, el cual descansa sobre un pedestal, todo ello diseñado sobre una elevación de piedra. Plantaciones de Celtis, fuentes secas y una gran zona peatonal coronan el conjunto.
El año 2013 también vio la renovación de las avenidas Víctor Basch, Pierre-Semard, Abel Sarnette, Maréchal-Joffre, así como la plaza de la Gare que se hizo peatonal. Todo ello en el marco del nuevo plan de tráfico.
En 2015 y 2016 se reforma la avenida Víctor-Hugo que conduce a la tala de plátanos enfermos, el bulevar Émile-Zola se transforma en la plaza Fleury-Mitifiot que se convierte en peatonal (se crea una fuente), plaza des Tilleuls, avenida Gabriel-Péri, rue de la République y Verdún son también transformados.

## Demografía
| 5 193 | 5 192 | 5 750 | 6 360 | 7 195 | 7 041 | 7 428 | 7 405 | 7 431 | 7 779 | 8 034 | 8 034 | 8 454 | 8 591 | 9 144 | 9 077 | 9 405 | 9 850 | 9 952 | 9 416 | 8 991 | 10 451 | 11 743 | 12 522 | 13 804 | 14 831 | 17 058 | 18 544 | 21 259 | 20 615 | 23 102 | 24 563 | 25 596 | 25 289 | 26 641 |
| Para los censos de 1962 a 1999 la población legal corresponde a la población sin duplicidades (Fuente: INSEE [Consultar]) |       |       |       |       |       |       |       |       |       |       |       |       |       |       |       |       |       |       |       |       |        |        |        |        |        |        |        |        |        |        |        |        |        |        |

Su aglomeración urbana tenía 40 057 habitantes en 2007.

## Toponimia
El nombre de  Cavallo  se menciona en el siglo XIII.
El nombre de la ciudad es Cavalhon en occitano según la ortografía clásica y Cavaioun en provenzal según ortografía mistral.

## Historia

### Prehistoria y Antigüedad

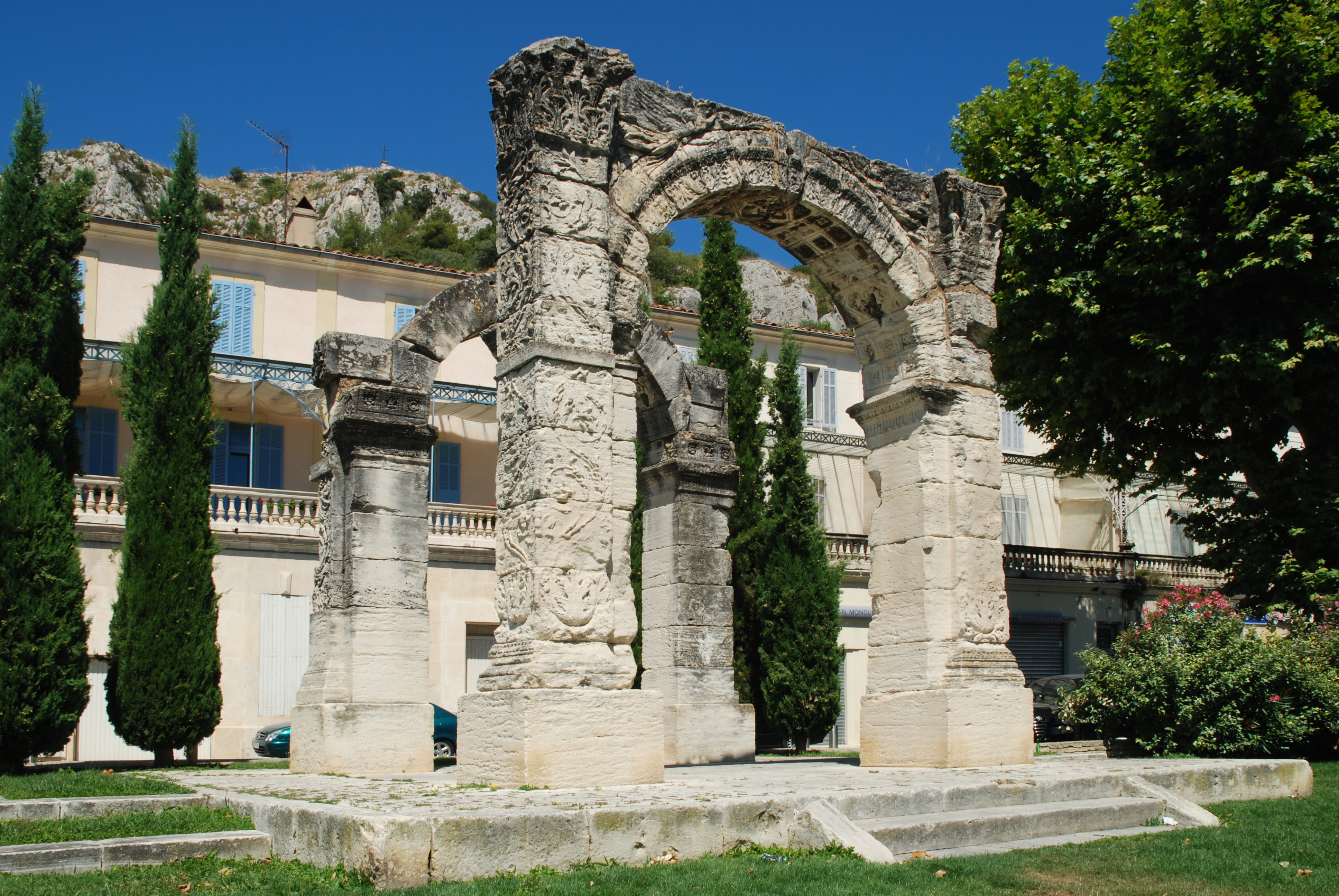
El arco romano de Cavaillon.

El territorio del municipio ha entregado indicios de ocupación que data de la Prehistoria. Cavaillon debe su nombre a los Cavares, una federación de pueblos galos que habitaban en la colina de Saint-Jacques en la Antigüedad. Unas canteras ubicadas al norte de esta han revelado pozos, silos y fosas sepulcrales. Su excavación y relleno se extendió durante un período que va desde el siglo V a. C. hasta el siglo II d. C.
Las fosas-silos permitieron exhumar semillas y tallos de uva contenidos en restos de jarrones, así como tortas de orujo que contenían semillas de uva e higo. El conjunto se habría conservado mediante una lenta mineralización. Estos restos vitivinícolas, que datan de la segunda mitad del siglo I a. C., se exhiben en el museo arqueológico de la ciudad.
Durante el período romano, la ciudad se llamaba Cabellio o Pagus Cavellicus. Constituye una ciudad de parada en la Vía Domitia y se desarrolla fuertemente. Erigida en colonia romana, está adornada con monumentos. De este período, sólo ha sobrevivido el arco antiguo que se encuentra actualmente en la Place du Clos. En julio de 2010, mientras arrancaba una acacia, un habitante de Cavaillon encontró en su jardín 304 denarios de plata que datan del primer y segundo siglo d. C. enterrados al pie de una columna en el jardín de un templo probablemente dedicado a Mitra en el momento en que Didio Juliano y Septimio Severo estaban luchando por el imperio.
Cavaillon se convirtió en sede episcopal a partir del siglo IV. Luego es parte del Reino de Arlés y el marquesado de Provenza.

### Edad Media
En la Edad Media, el señorío de Cavaillon fue compartido entre el obispo y los vizcondes de Cavaillon, luego la Santa Sede (territorio de Comtat Venaissin). En el siglo XII, Raimundo VI de Toulouse siendo marqués de Provenza, Cavaillon se vio envuelto en la Cruzada contra los albigenses. El nombre de  Cavallo es usado en el siglo XIII. La ciudad estaba rodeada por una muralla, de la que sólo queda la Porte d'Avignon, reconstruida en el siglo XVIII, y un trozo de muro en el Cours Carnot.
El 11 de mayo de 1331, Guillaume de Cabannes vendió a la Corte, en su nombre y en el de los demás propietarios, los derechos que tenía sobre el peaje de Orgon, sobre el Durance. Alfant Romei, noble y originario de Cavaillon, pertenecía a una importante familia de la ciudad; hijo de Alphant Romei, vendió a la corte, así como Guillaume de Cabannes, su derecho sobre el peaje de Orgon a razón de nueve florines por día de posesión.

### Renacimiento

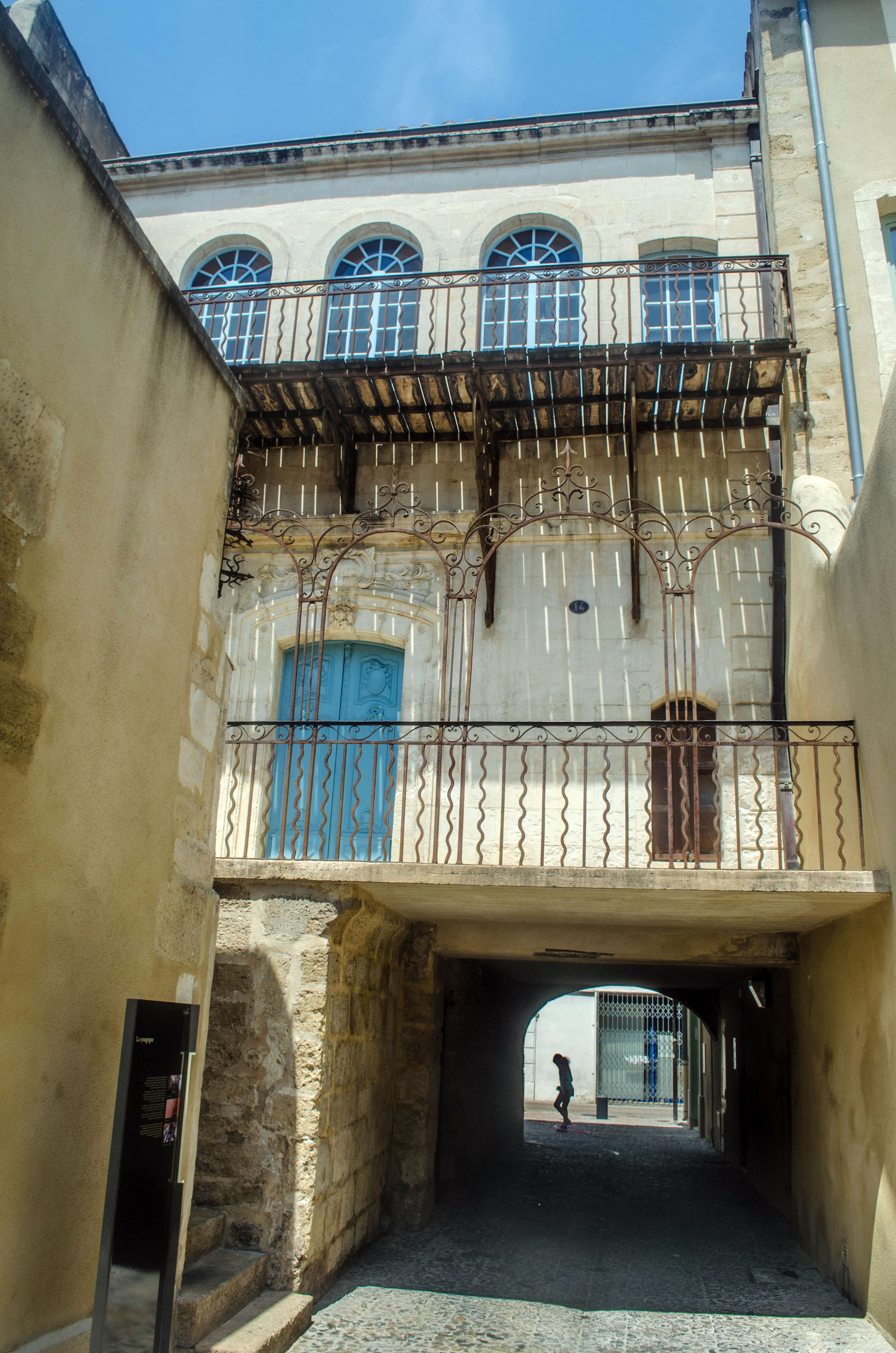
La sinagoga de Cavaillon en la calle Hébraïque.

Los dominicanos se instalaron en Cavaillon en 1526 por iniciativa del barón de Céreste, quien les cedió una casa cerca de la Puerta Saint-Michel, en el contexto de la lucha contra los Valdenses (minoría religiosa cuya presencia constituye cuna del protestantismo en la región y en Francia).
En 1562, la ciudad fue tomada y saqueada por el barón des Adrets y sus milicias protestantes. La catedral de Notre-Dame-et-Saint-Véran sufrió graves daños.
Antes de la Revolución francesa y la anexión de los Estados del Papa (Aviñón y Comtat Venaissin) por Francia, Cavaillon era una de las cuatro ciudades, junto con Aviñón, Carpentras y L'Isle-sur-la-Sorgue, donde había un distrito reservado para los judíos del Papa, cerrado por las noches.

### Período moderno
El 12 de agosto de 1793 se creó el departamento de Vaucluse, compuesto por los distritos de Aviñón y Carpentras, pero también los de Apt y Orange, que pertenecían a Bouches-du-Rhône (Bocas del Ródano), así como al cantón de Sault, que pertenecía a los Basses-Alpes (Alpes de Alta Provenza).
En 1801 se disolvió el obispado de Cavaillon (que databa del siglo IV d. C.). Asistimos a la implosión de la diócesis. Unos años más tarde, el Palacio Episcopal, que era propiedad nacional, fue destruido gradualmente hasta 1820.

### Periodo contemporáneo
El 14 de noviembre de 1887 se sintió un fuerte terremoto en la ciudad.
El 26 de febrero de 1876, apenas 6 años después de la proclamación de la República Francesa, Léon Gambetta llegó a Cavaillon para una campaña electoral. Se aloja en el Hotel La Pomme d'Or. El ayuntamiento, de tendencia conservadora, no aceptó la llegada de un republicano. Poco después de la cena, se oyen gritos por debajo de las ventanas del hotel por parte de simpatizantes del alcalde en un intento de impedirle dar un discurso.
La situación es tan violenta que Léon Gambetta huye a la estación de tren porque temía por su vida, bajo proyectiles de piedras.
El alcalde siguiente, que es republicano, intenta de algún modo reparar esta afrenta. Renombra la Place de la Couronne como Place Léon-Gambetta, e hizo depositar la cruz de la misión que allí estaba. Pero son los sucesivos regidores municipales, en particular el alcalde Joseph Guis, republicano y anticlerical, los que permitirán rendir a Gambetta un brillante homenaje.
El 4 de septiembre de 1907, 37 años después de la proclamación de la Tercera República Francesa, se inaugura un colosal monumento dedicado a Léon Gambetta en presencia del expresidente de la República, Émile Loubet. Esta inauguración es precedida por la inauguración del nuevo hospital de la ciudad.
Un gran banquete tiene lugar en la Place du Clos para cerrar este gran día republicano.
Cavaillon fue una subprefectura de 1926 a 1933.

## Política y administración

### Tendencias política y resultados
| 2017 | Marine Le Pen   | RN | 50.11 | Emmanuel Macron   | LREM | 49.89 | 72.22 % |
| 2012 | Nicolas Sarkozy | LR | 58.43 | François Hollande | PS   | 41.57 | 78.03 % |
| 2007 | Nicolas Sarkozy | LR | 63.72 | Ségolène Royal    | PS   | 36.28 | 82.60 % |
| 2002 | Jacques Chirac  | LR | 65.23 | Jean-Marie Le Pen | RN   | 34.77 | 78.32 % |

### Administración municipal
Debido a su tamaño, el municipio dispone un consejo municipal de 35 miembros (artículo L2121-2 del Código general de autoridades locales) Las encuesta de las elecciones municipales francesas de 2014 dieron 27 concejales para la lista DVD del alcalde saliente Jean-Claude Bouchet (46,29 % de los votos), 6 consejeros para la lista del FN (Frente Nacional) Thibaut de La Tocnaye (36,45 % de los votos) y 2 para la UG (Unión de la izquierda) lista de Olivier Florens (12,90 % de los votos).

### Elección de alcaldes

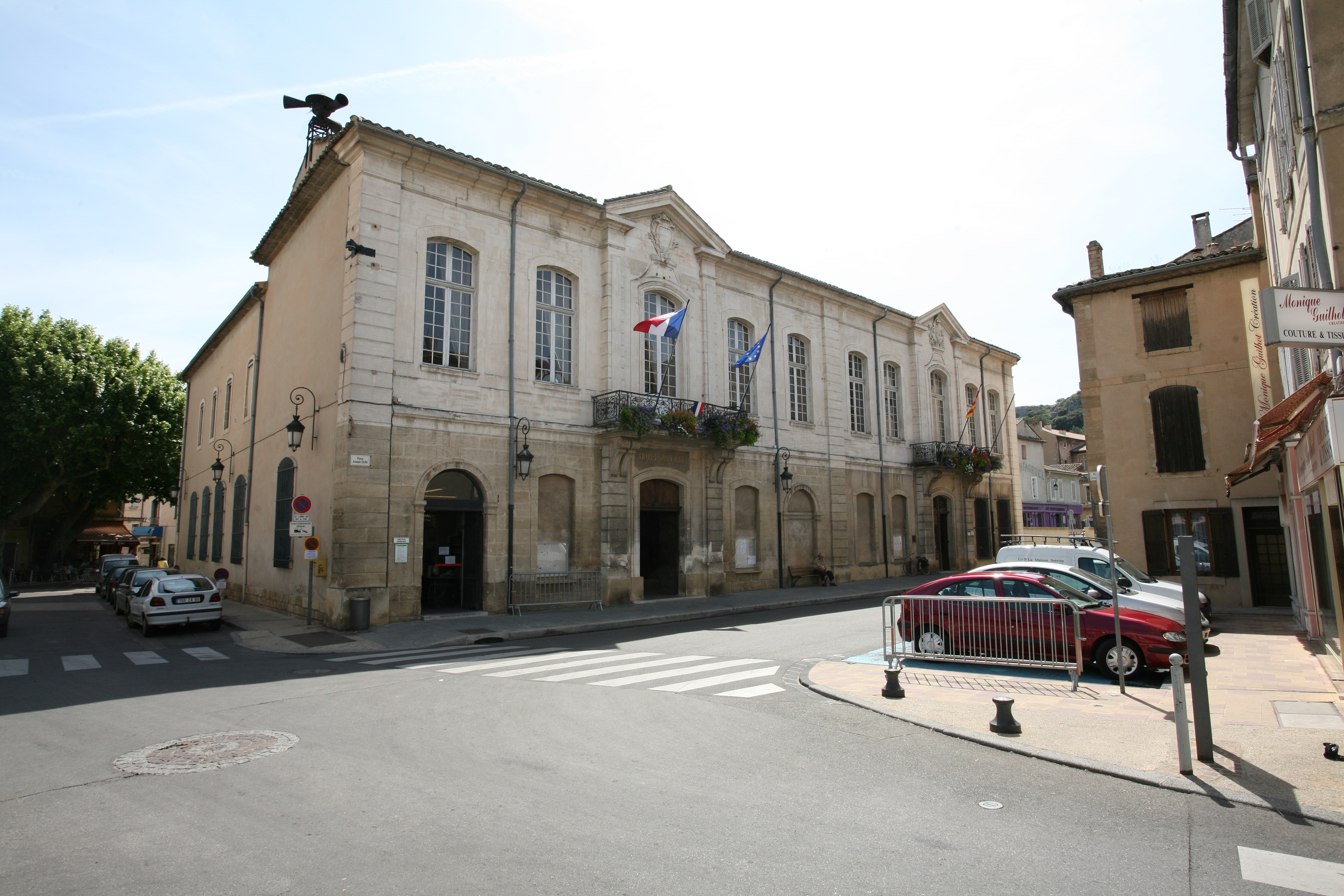
El ayuntamiento de Cavaillon.

De 1789 a 1799, los alcaldes son elegidos por sufragio directo por 2 años y reelegibles, por ciudadanos activos del municipio, contribuyentes pagando una contribución al menos igual a 3 días de trabajo en el municipio. Son elegibles quienes pagan un impuesto al menos equivalente a diez días de trabajo.
De 1799 a 1848, la constitución del 13 de diciembre de 1799 revierte sobre la elección del alcalde, los alcaldes son nombrados por el prefecto para municipios con menos de 5000 habitantes. La Restauration establece el nombramiento de los alcaldes y concejales municipales. Después de 1831, los alcaldes son nombrados por el rey para las comunas de más de 3000 habitantes, por el prefecto para los más pequeños, pero los concejales municipales son elegidos por seis años.
Desde el 3 de julio de 1848 hasta 1851, los alcaldes son elegidos por el consejo municipal para los municipios con menos de 6000 habitantes.
De 1851 a 1871, los alcaldes son nombrados por el prefecto, para los municipios con menos de 3000 habitantes y durante 5 años a partir de 1855.
Desde 1871, los alcaldes son elegidos por el consejo municipal después de su elección por sufragio universal.

### Medio ambiente
En 1973 se creó SIEUCEUTOM (Sindicato intercomunal para el estudio, la construcción y la explotación de una planta de tratamiento de residuos domésticos) que hoy agrupa a siete municipios.
El desechería intermunicipal es gestionada por la comunidad urbana.
Los profesionales pueden beneficiarse de los servicios (de pago) de un centro de tratamiento de residuos urbanos.

### Intercomunidad
La ciudad es miembro de la communauté d'agglomération Luberon Monts de Vaucluse, de la cual es la ciudad principal, así como del área urbana de Cavaillon.
También es parte del parque natural Regional del Luberon.

### Hermanamiento
La ciudad de Cavaillon está hermanada con:
- Weinheim (Alemania) ciudad de 43349 habitantes (2005) ubicada en el estado de Baden-Wurtemberg desde 1945.
- Langhirano (Italia) pequeña ciudad de 9714 habitantes (2009) de la provincia de Parma desde 2001.

## Población y sociedad

### Demografía

#### Evolución demográfica
La evolución del número de habitantes se conoce a través de los censos de población que se realizan en el municipio desde 1793. A partir de 2006, el INSEE publica anualmente las poblaciones legales de los municipios. El censo se basa ahora en una recopilación de información anual, concerniente sucesivamente todos los territorios municipales en un período de cinco años. Para los municipios de más de 10 000 habitantes, los censos se realizan cada año tras una encuesta de muestra de direcciones que representa el 8 % de sus viviendas, a diferencia de otros municipios que tienen un censo real cada cinco años.
En 2018, la ciudad tenía 26198 habitantes, un aumento del 2,19 % en comparación con 2013.

#### Área y población
La ciudad de Cavaillon tiene un área de 45,96 km² y una población de 26201 habitantes, lo que la clasifica
| Rango                               | Superficie | Población | Densidad |
| ----------------------------------- | ---------- | --------- | -------- |
| Francia                             | 1466       | 322       | 1555     |
| Región de Provenza-Alpes-Costa Azul | 166        | 31        | 78       |
| Vaucluse                            | 16         | 4         | 9        |
| Distrito de Apt                     | 7          | 1         | 1        |
| Cantón de Cavaillon                 | 1          | 1         | 1        |

### Enseñanza
Cavaillon beneficia de ocho guarderías (Marie-Signoret, Louis-Leprince-Ringuet, Camille-Claudel, Jean-Moulin, La Colline, Les Ratacans, Les Vignères, Saint-Charles), de ocho escuela de primaria (Castil-Blaze, Charles-de-Gaulle, Joliot-Curie, La Colline, Les Ratacans, Jean-Moulin, Les Vignères, Saint-Charles), de cuatro escuelas de secundaria (Paul-Gauthier, Clovis-Hugues, Saint-Charles et Rosa-Parks) y de dos institutos (lycée Ismaël-Dauphin et lycée d'enseignement professionnel, Alexandre-Dumas).
La ciudad cuenta también con un centro de información y orientación (CIO).

### Cultura
El teatro de Cavaillon es uno de los 70 lugares de Francia denominados como escena nacional. En 2014 pasó a llamarse La Garance. La ciudad también alberga la mediateca de la aglomeración "Durance", un conservatorio de música municipal agregado y una Casa de Jóvenes y de Cultura (MJC). Desde 2020 la ciudad cuenta con una sala polivalente en el centro de la ciudad, llamada Sala Moulin Saint-Julien.
La ciudad cuenta con dos museos: el Museo Judío y el Museo Arqueológico Hôtel Dieu, parcialmente restaurado en 2017. La ciudad también organiza muchas exposiciones temporales de artistas locales. La capilla Grand Couvent es uno de los principales lugares de exposición de la ciudad.
Cavaillon tiene un grupo de danza folclórica llamado "L'Escandihado", creado en 1999.
Hay dos cines en Cavaillon, el Fémina y el Cigale. Un festival de cine, los Rencontres Cinématographiques de Cavaillon, se celebra todos los años en septiembre y reúne a cerca de 2.000 espectadores durante una semana.

### Deporte
Cavaillon es una ciudad con muchos clubes e instalaciones deportivas:
- 2 piscinas, una cubierta y otra al aire libre;
- 8 ginmnasios;
- 16 terrenos de juego (fútbol/rugby);
- 3 pistas de atletismo;
- 12 pistas de tenis repartidas en dos clubes;
- 1 zona de tiro al arco.

A esto hay que añadir una pista de Ciclismo BMX, atletismo, escalada (acantilado en Saint-Jacques), una vía ferrata, una bolera, un velódromo y un hipódromo.

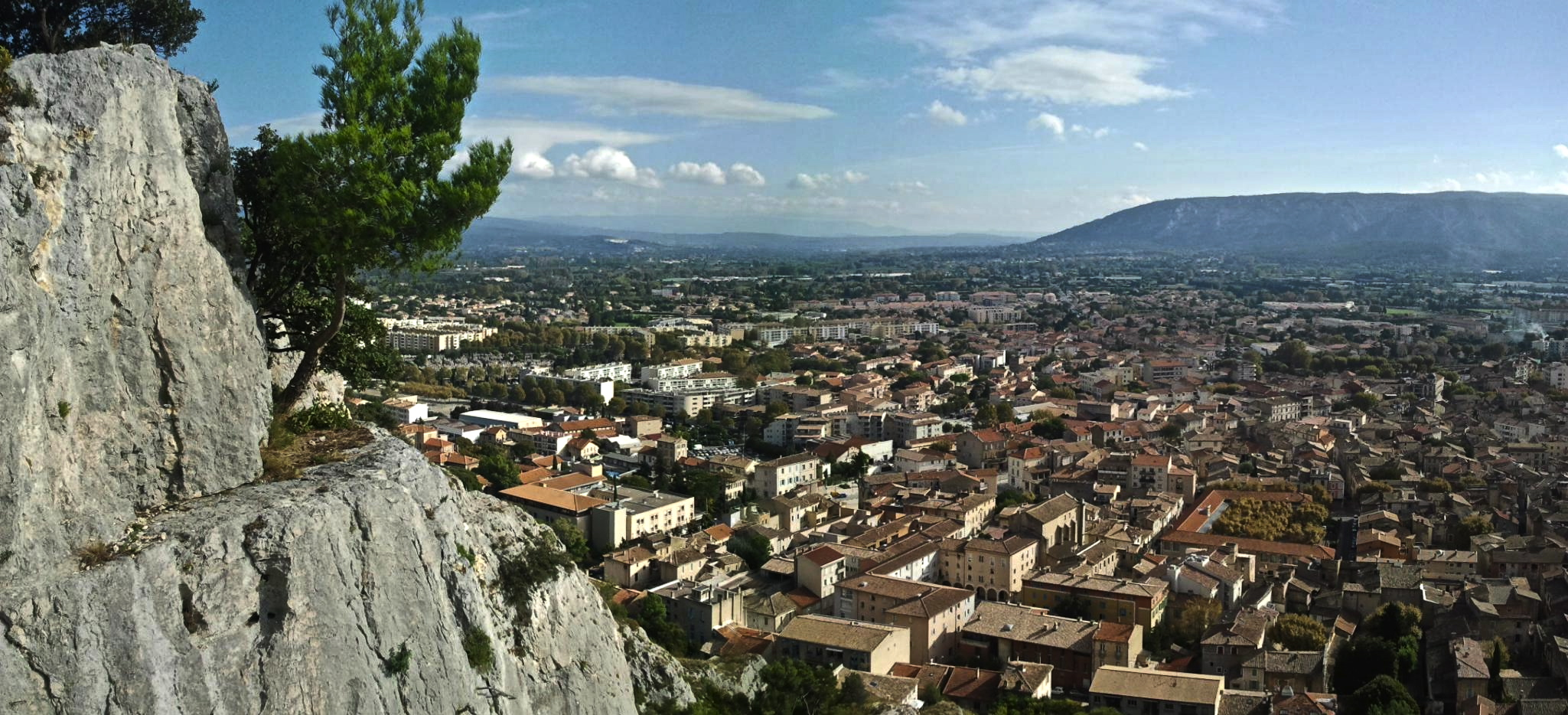
Vista de Cavaillon desde la vía ferrata.
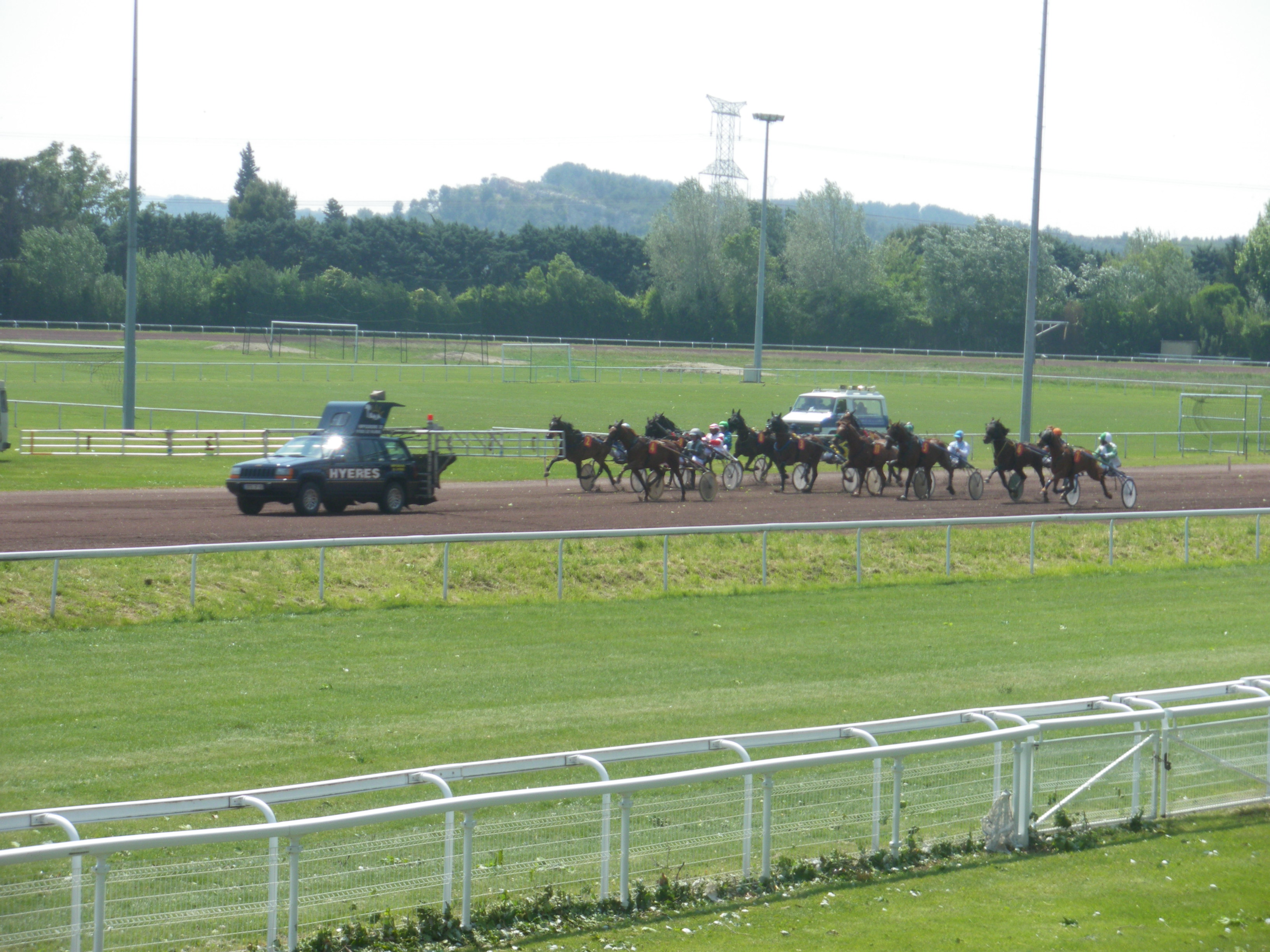
Carrera en el hipódromo de Cavaillon.

### Salud
La ciudad tiene muchos médicos generales y especialistas, varios centros de salud que incluyen un centro de radiografía, el centro quirúrgico de Saint-Roch y el centro hospitalario intercomunal (CHI).
El CHI en su unidad de Cavaillon tiene 252 camas distribuidas de la siguiente manera:
- cirugía: 45 camas
- cuidados intensivos: 4 camas
- medicina: hospitalización completa: 53 camas

Alternativas a la hospitalización:
- hospitalización de día: 3 plazas
- hospitalización domiciliaria: 4 plazas
- Ginecología obstétrica: 26 camas
- residencia de ancianos: 57 camas (que incluyen 30 camas de tratamiento médico)
- cuidados a largo plazo: 60 camas

### Social
Cuatro empresas gestionan 2.500 viviendas sociales.
Cavaillon tiene un centro de empleo y desarrollo económico, así como un centro municipal de acción social.

### Templos
La ciudad tiene iglesias y capillas católicas, incluida la antigua catedral cuatro iglesias protestantes evangélicas· una sinagoga que ya no está en funcionamiento y una sala de oración musulmana.

## Economía
Cavaillon es una pequeña ciudad con muchas tiendas, varios centros comerciales y supermercados.

### Renta de la población e impuestos
En 2010 el ingreso fiscal medio por hogar era de 21 243, lo que colocaba a Cavaillon en el puesto 28 927 entre los 31 525 municipios de la Francia metropolitana.
En 2012, la proporción de hogares sujetos a impuestos en el municipio era del 50,4 %.
En 2012, la tasa de pobreza de la comuna era del 27,2 %, una cifra mucho más alta que el promedio nacional (13,9 %)

### Agricultura
El suelo alrededor de Cavaillon es bastante rico y el agua suministrada por el riego es abundante, que ha favorecido el desarrollo de la agricultura de la huerta, incluido el cultivo del melón, manzanas, peras y cerezas. Una gran parte de la producción del melón se envía desde Cavaillon.

### Mercados
El mercado de Cavaillon tiene lugar los lunes por la mañana durante todo el año en una gran parte del centro de la ciudad: plaza de Clos, plaza Maurice Bouchet, plaza Philippe de Cabassole, plaza Fernand Lombard, cours Bournissac. De marzo a octubre, los jueves por la noche, tiene lugar un mercado de agricultores en la plaza de Clos.

### Turismo
Como todos los municipios del Luberon, directa o indirectamente, el turismo juega un papel en la economía local.
Se puede considerar dos tipos principales de turismo en el Luberon. En primer lugar, el turismo histórico y turismo cultural que se basa en un patrimonio rico, con pueblos en las colinas, sus festivales y, más inesperadamente, en la influencia internacional de la historia de los valdenses del Luberon. También tenemos el turismo ecológico que aprovecha sus numerosas rutas de senderismo y el entorno protegido que ofrece el Luberon y sus alrededores.
Un sitio de vía ferrata está presente en Cavaillon, en la colina de Saint-Jacques.
La ciudad de Cavaillon obtuvo 2 flores en el Concurso de las ciudades y aldeas floridas.

## Cultura y patrimonio

### Patrimonio histórico
Rica en restos arqueológicos, la ciudad ha entregado la entrada a las antiguas aguas termales romanas de los cuales se puede admirar los arcos de inserción (del siglo I, desplazados al siglo XIX y reubicados en la Place du Clos). Estos arcos son conocidos hoy y clasificados bajo el nombre de Arco Antiguo de Cavaillon.

### Patrimonio medieval y barroco
Entre los edificios notables, hay que mencionar la antigua catedral Notre-Dame-et-Saint-Véran, en Place Voltaire, del siglo XI y sus órganos. El edificio parece muy sobrio por fuera debido a sucesivas reformas pero muy rico por dentro. Un mobiliario muy rico Barroco clasificado adorna las paredes del edificio: pinturas de Nicolas Mignard y Pierre Mignard, retablos cubiertos con pan de oro de Barthélémy Grangier, esculturas de Jean-Ange Maucord, frescos que reproducen decorados medievales. Es un sitio excepcional en curso de restauración para la estabilización del edificio y el redescubrimiento de decorados detrás de los retablos.
La capilla de ermitage Saint-Jacques, chemin de l'Hermitage, del siglo XII, fue erigida en la cima de la colina del mismo nombre, siendo lugar de etapa en el Camino de Santiago de Compostela. El lugar también fue refugio de ermitaños, el más conocido de los cuales es el Beato César de Bus, fundador en la ciudad-estado de Aviñón de la congregación de Sacerdotes de la doctrina cristiana. Otras capillas son visibles como la capilla de Saint-Benoît de Cavaillon también llamada capilla del Grand Couvent, que fue desde la Revolución hasta 1997 la biblioteca municipal y actualmente un espacio de exposición.
El edificio que alberga el museo arqueológico data de 1755. De hecho, es la capilla del Hospital que sufrió de un cañoneo durante la invasión de Cavaillon por los revolucionarios franceses en enero de 1791. Hay evidencia de ello en su fachada. Amenazada de destrucción a principios del siglo XX, la capilla fue comprada por la familia Jouve, una familia Cavaillonnaise muy adinerada y comprometida con el patrimonio y la conservación de los monumentos de la ciudad. El edificio se ha transformado en un museo arqueológico.
La sinagoga de Cavaillon, rue Hebraïque, así como su Mikveh, fue construida en el siglo XV y reconstruida en el siglo XVIII. Es la segunda sinagoga más antigua de Francia después de la de Carpentras que data del siglo XIV. La sinagoga de Cavaillon no se puede disociar de su lugar, es decir, una calle en la que los judíos vivían masificados y que no podían estar en otro lugar debido a que las autoridades, que toleraban a los judíos en el Comtat Venaissin, no deseaban que se mezclaran con la población. En Cavaillon, este es el único barrio judío en subsistir, los demás barrios judíos del Comtat (L'Isle-sur-la-Sorgue, Carpentras, Pernes-les-Fontaines) y Aviñón, fueron destruidos entre el siglo XIX y el XX.

El Hôtel d'Agar es una mansión de los siglos XII, XV y XVIII, registrada como Monumento histórico de Francia desde 2011. Reúne una colección histórica de museo privada. El Hôtel d'Agar está abierto al público para exposiciones temporales, tanto en invierno como en verano.
"En el corazón de Cavaillon, el Hôtel d'Agar está construido, como la cercana catedral de Saint-Véran, sobre las ruinas de la ciudad romana que se había desarrollado al pie de la colina de Saint Jacques. Los primeros elementos de lo que será el Hotel d'Agar datan del siglo XII. Tal como aparece hoy, el Hôtel d'Agar comprende una serie de elementos notables: una torre gótica octogonal con su escalera de caracol y sus gárgolas, las habitaciones decimosexta y decimoséptima adornadas con techos pintados, –tal vez con motivo de la visita de Francisco I a la ciudad en 1537– y chimeneas decoradas con yeso, pequeña fachada Luis XIV en la Place Cabassole. Además, el hotel tiene un maravilloso jardín, rico en múltiples tesoros, con uno de los pocos intramuros de Cavaillon. Y uno de los más antiguos ya que hay rastros de jardín desde hace al menos dos milenios. Por tanto, los arqueólogos lo están celebrando: restos de un templo helenístico con su yeso pintado, un templo de Mitra y, sobre todo, el famoso "tesoro de Cavaillon", más de 300 denarios de plata en perfecto estado. Este tesoro fue descubierto en 2010 y supone el más importante descubierto en Vaucluse".
Fuera de la ciudad, el puente acueducto de la Canaù atestigua las muchas reformas llevadas a cabo a lo largo de los siglos para promover el riego de las tierras cultivables y permitir el desarrollo de la agricultura. Este puente del acueducto es parte de una estructura más grande, el Canal Saint-Julien, excavado en el siglo XII.

### Patrimonio contemporánea

#### Hospital de Cavaillon
El Hospital de Cavaillon es un extenso complejo sanitario situado al pie de la colina Saint-Jacques. Sucede al antiguo Hôtel-Dieu de finales de la Edad Media y fue inaugurado con gran ceremonia el 4 de septiembre de 1907 por el expresidente de la República Émile Loubet, el presidente de la Cámara de Diputados Henri Brisson y el vicepresidente del Senado Gustave Robinet. Amplio y moderno, este hospital es típico de la arquitectura republicana de inicios del siglo XX: estético y funcional, presenta en el frontón de su pabellón central las palabras “República Francesa” en letras grandes a la izquierda y el lema republicano a la derecha. El centro está ocupado por un reloj. El hospital tiene una arquitectura ecléctica. Se mezclan varios estilos, como el neoclásico, pero también el morisco y en algunos lugares un toque neogótico. Los materiales también son particulares. Si hay piedra de las canteras de los alrededores, el edificio también se construye con ladrillos visibles en las ventanas. Los arquitectos no tuvieron en cuenta los elementos arquitectónicos locales (piedra, tejas). Parece que el edificio fue ordenado por las autoridades locales (ayuntamiento, consejo general del Vaucluse y prefecto) y que se ajusta a un diseño estándar de un establecimiento público de principios de siglo, pero muy sensible a la vista. Este edificio de gran majestuosidad ha sido catalogado en el inventario patrimonial. Se pueden encontrar ejemplos de este tipo de arquitectura en otros lugares de Vaucluse, como en la escuela pública Saint-Ruf en Aviñón o la escuela primaria Henri Bosco en Apt.

#### El Monumento de l'Étoile
El Monumento de l'Étoile es un monumento ubicado en la Place Léon-Gambetta en Cavaillon desde 1959 hasta 2013 y en el cruce de Bellevue desde 2013.
l'Étoile, como la denominan los lugareños, es una escultura de arte contemporáneo en bronce sobre una base que representa un poliedro estrellado de Pitágoras de 3 metros de altura y cuyo peso varía entre 1,5 y 1,8 toneladas. Originalmente fue concebido como rotonda e instalado por el municipio socialista de la época bajo la dirección del alcalde Fleury Mitifiot para reemplazar un monumento dedicado a Léon Gambetta erigido en 1907 y en el cual algunos elementos de bronce fueron fundidos en 1943, durante la Segunda Guerra Mundial, por los alemanes para hacer obuses. El poliedro descansaba sobre un zócalo circular de hormigón armado que estaba en el centro de una balsa también circular de la cual que brotaban chorros de agua. Alrededor de esta gran fuente, un espacio circular servía de jardinera. Alrededor de esta jardinera circular, una cala circular representaba olas con dos formas de colores: guijarros grises para representar las olas, y guijarros blancos para representar el fondo. En el proyecto de Philippe Guidoni, el poliedro debía ser concebido en vidrio templado, pero debido al costo y la dificultad del diseño, fue realizado por Eugène Roure, un fundidor de Marsella que lo hizo en bronce y lo instaló en su lugar en 1959.
El monumento simbolizaba la pureza, la armonía, el equilibrio, el absoluto de la justa medida. Fue a la vez lugar de encuentro para los Cavaillonnais y símbolo de la ciudad: también está representado en postales tanto como el famoso melón. El monumento incluso condicionó la plaza con su nombre, pues comúnmente se ha convertido en Place de l'Etoile.
En 2010, se incorporó al proyecto del plan FISAC y al taller Pueblo y Paisaje como parte de la recualificación del centro histórico. Luego, el proyecto planea quitar la jardinera para permitir una mejor apropiación de la fuente y crear nebulizadores alrededor del monumento para crear un efecto misterioso. Sin embargo, el 3 de febrero de 2013 el monumento fue demolido durante la noche, a escondidas por el Ayuntamiento, que propuso un nuevo plan de renovación, pero ante numerosas protestas se propuso una votación para trasladar el poliedro en otra rotonda. Entonces se habla de "Place de l'Étoile sin la estrella" o "¡L'Étoile se ha ido!"», Una expresión que apareció en las portadas de periódicos locales como La Provence.
Fue instalada en el cruce de Bellevue el 27 de septiembre de 2013 después de una importante renovación, a 200 metros de la Place Gambetta. El poliedro es colocado sobre un nuevo zócalo de piedra caliza y se ilumina por la noche con variaciones de color. El monumento ha adornado la Place Gambetta durante más de medio siglo. En cuanto a la Place Gambetta, una ilustración de la Estrella realizada con pintura blanca se ha realizado en la nueva rotonda con el fin de que los habitantes sigan llamándola "Place de l'Étoile".

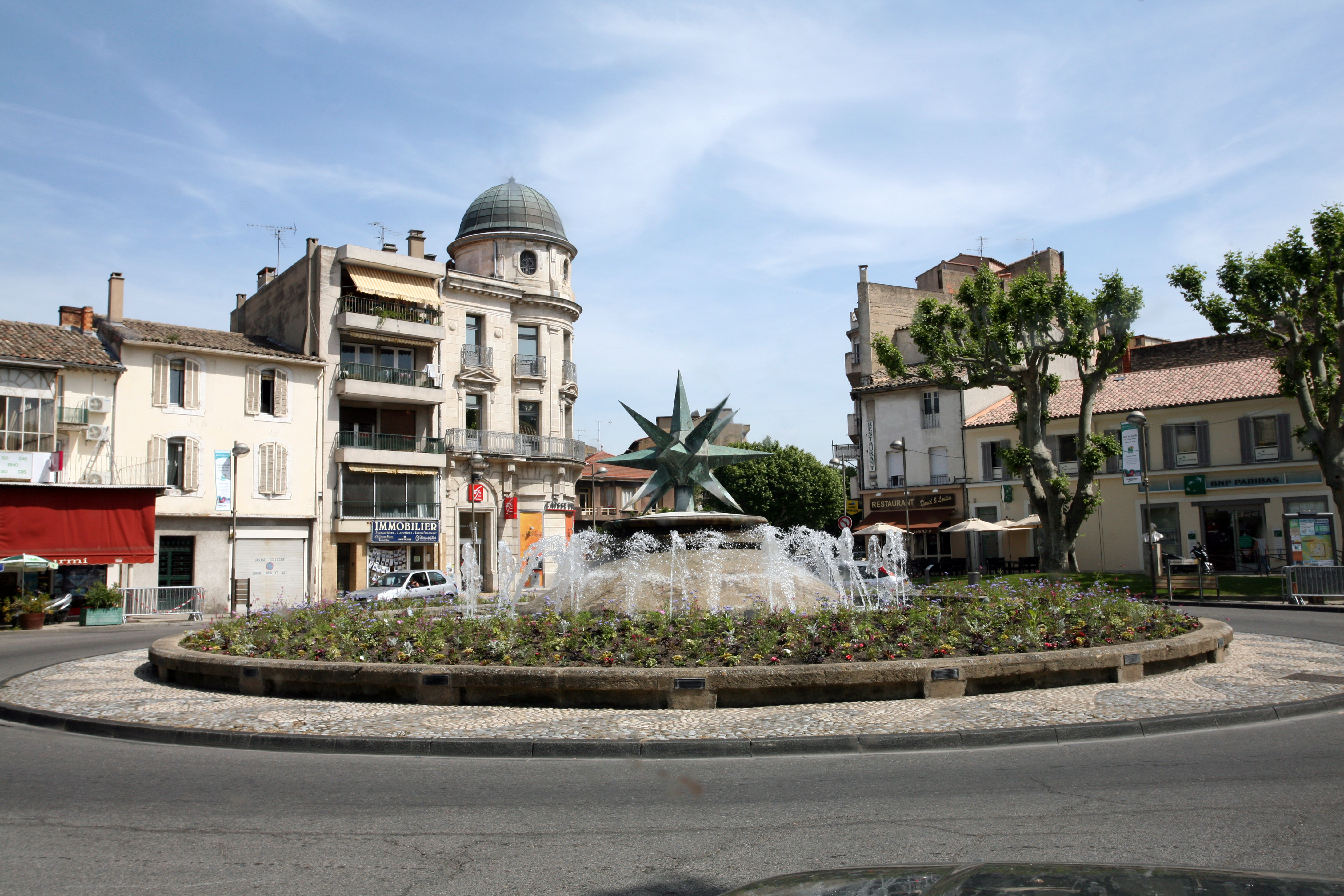
L'Étoile en la place Gambetta.
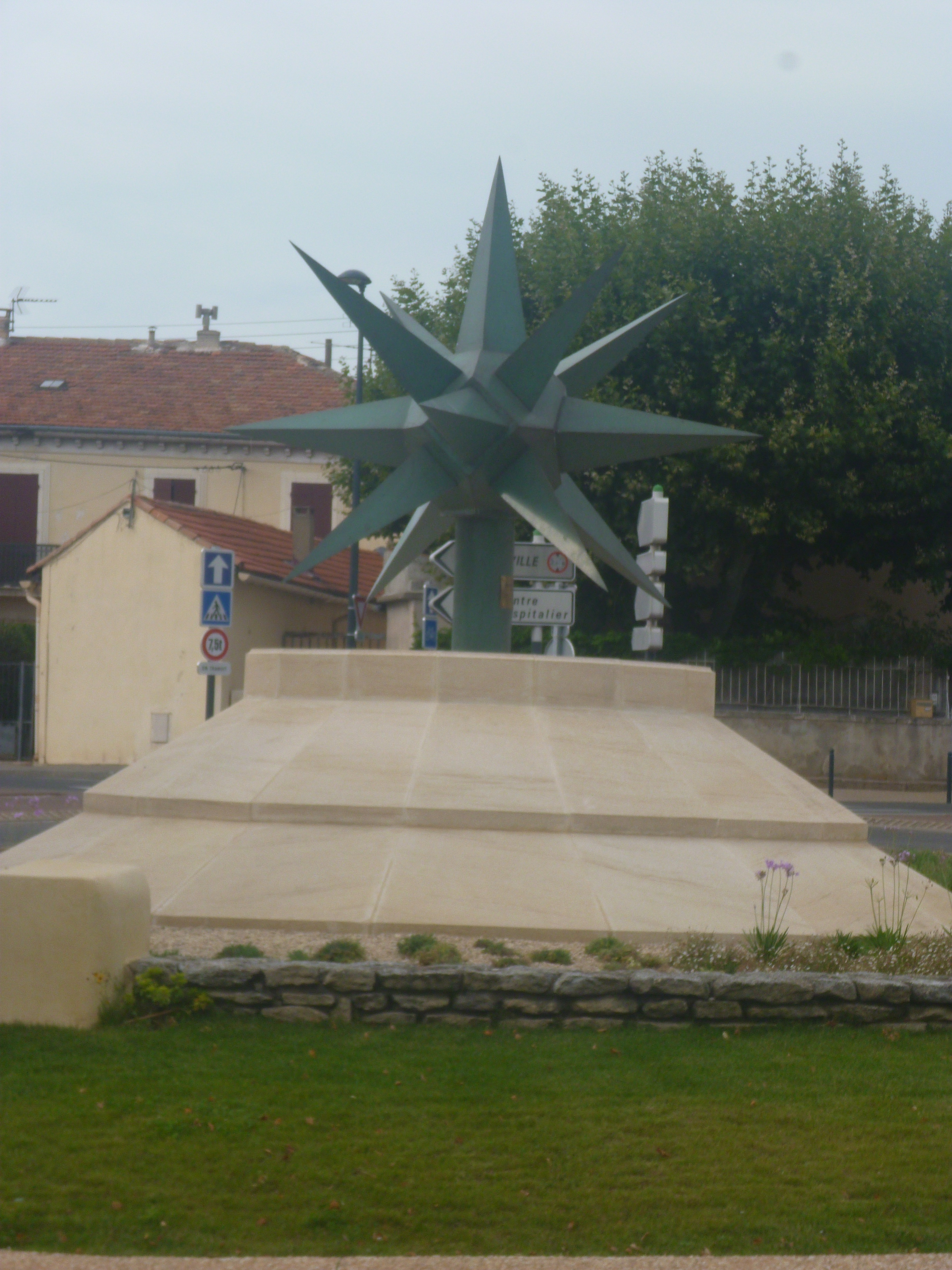
L'Étoile en el cruce de Bellevue.

### Cavaillon en el cine
La ciudad ha servido de telón de fondo para varias películas como:
- Heureux qui comme Ulysse de Henri Colpi (1969) con Fernandel.
- Le Sucre de Jacques Rouffio (1978) con Jean Carmet y Gérard Depardieu.
- Verano asesino de Jean Becker (1983) con Isabelle Adjani y Alain Souchon.
- L'Amour en héritage (Mistral's Daughter), miniserie de Kevin Connor (1984) con Stefanie Powers, Lee Remick, Stacy Keach y Robert Urich.
- Gazon maudit de Josiane Balasko (1995) con Alain Chabat, Victoria Abril y Josiane Balasko.
- Las vacaciones de Mr. Bean de Steve Bendelack (2006) con Rowan Atkinson, Willem Dafoe, Emma de Caunes y Jean Rochefort.
- La Fille du puisatier de Daniel Auteuil (2011) con Kad Merad, Àstrid Bergès-Frisbey, Sabine Azéma y Nicolas Duvauchelle.

La ciudad tiene tres cines: el Femina inaugurado en 1913 por Mathilde Toppin en el Cours Gambetta, La Cigale inaugurado en 1925 en la avenida del Maréchal Joffre y el Paradiso ubicado en la calle Jean Mermoz, cuya apertura oficial estaba programada para febrero de 2021 pero retrasada por restricciones sanitarias relacionadas con la pandemia de COVID-19 en Francia. Los dos primeros cines fueron renovados en las décadas 2000 y 2010, pero en cuanto al teatro La Cigale su transformación data de 1938 y su fachada fue renovada en 1958. La ciudad poseía otro cine desde 1930, Le Palace ubicado en el Cours Victor Hugo junto al Grand Café d'Orient, y cerró en la década de 1990.